# Gmina Byron (Iowa)

Położenie Gminy Byron w hrabstwie Buchanan

Gmina Byron (ang. Byron Township) – gmina w USA, w stanie Iowa, w hrabstwie Buchanan. Według danych z 2000 roku gmina miała 1063 mieszkańców.